# Jeuxey
Jeuxey és un municipi francès, situat al departament dels Vosges i a la regió del Gran Est. L'any 2007 tenia 661 habitants.

## Demografia

### Població
El 2007 la població de fet de Jeuxey era de 661 persones. Hi havia 276 famílies, de les quals 60 eren unipersonals (20 homes vivint sols i 40 dones vivint soles), 96 parelles sense fills, 84 parelles amb fills i 36 famílies monoparentals amb fills.
La població ha evolucionat segons el següent gràfic:
Habitants censats

### Habitatges
El 2007 hi havia 297 habitatges, 276 eren l'habitatge principal de la família, 3 eren segones residències i 18 estaven desocupats. 221 eren cases i 74 eren apartaments. Dels 276 habitatges principals, 187 estaven ocupats pels seus propietaris, 82 estaven llogats i ocupats pels llogaters i 7 estaven cedits a títol gratuït; 2 tenien una cambra, 19 en tenien dues, 32 en tenien tres, 57 en tenien quatre i 166 en tenien cinc o més. 242 habitatges disposaven pel capbaix d'una plaça de pàrquing. A 114 habitatges hi havia un automòbil i a 144 n'hi havia dos o més.

### Piràmide de població
La piràmide de població per edats i sexe el 2009 era:
| Homes | Edats   | Dones |
| ----- | ------- | ----- |
| 0     | 95 o +  | 0     |
| 0     | 90 a 94 | 0     |
| 4     | 85 a 89 | 12    |
| 0     | 80 a 84 | 0     |
| 12    | 75 a 79 | 12    |
| 12    | 70 a 74 | 8     |
| 8     | 65 a 69 | 28    |
| 24    | 60 a 64 | 24    |
| 8     | 55 a 59 | 8     |
| 24    | 50 a 54 | 32    |
| 16    | 45 a 49 | 24    |
| 24    | 40 a 44 | 24    |
| 24    | 35 a 39 | 48    |
| 32    | 30 a 34 | 16    |
| 24    | 25 a 29 | 28    |
| 4     | 20 a 24 | 8     |
| 24    | 15 a 19 | 24    |
| 28    | 10 a 14 | 24    |
| 36    | 5 a 9   | 28    |
| 8     | 0 a 4   | 24    |

## Economia
El 2007 la població en edat de treballar era de 455 persones, 324 eren actives i 131 eren inactives. De les 324 persones actives 299 estaven ocupades (148 homes i 151 dones) i 25 estaven aturades (12 homes i 13 dones). De les 131 persones inactives 54 estaven jubilades, 51 estaven estudiant i 26 estaven classificades com a «altres inactius».

### Ingressos
El 2009 a Jeuxey hi havia 296 unitats fiscals que integraven 698 persones, la mediana anual d'ingressos fiscals per persona era de 20.221 €.

### Activitats econòmiques
Dels 55 establiments que hi havia el 2007, 1 era d'una empresa alimentària, 2 d'empreses de construcció, 28 d'empreses de comerç i reparació d'automòbils, 7 d'empreses d'hostatgeria i restauració, 1 d'una empresa d'informació i comunicació, 2 d'empreses immobiliàries, 4 d'empreses de serveis, 4 d'entitats de l'administració pública i 6 d'empreses classificades com a «altres activitats de serveis».
Dels 13 establiments de servei als particulars que hi havia el 2009, 1 era una funerària, 4 tallers de reparació d'automòbils i de material agrícola, 1 fusteria, 3 perruqueries, 3 restaurants i 1 tintoreria.
Dels 14 establiments comercials que hi havia el 2009, 2 eren hipermercats, 1 una botiga de més de 120 m², 1 una botiga de menys de 120 m², 1 una peixateria, 4 botigues de roba, 1 una sabateria, 1 una botiga de mobles, 1 un drogueria i 2 joieries.
L'any 2000 a Jeuxey hi havia 9 explotacions agrícoles.

## Equipaments sanitaris i escolars
El 2009 hi havia una escola elemental.

## Poblacions més properes
El següent diagrama mostra les poblacions més properes.